# Некрашовка (Ельский район)
Некрашовка (бел. Некрашоўка) — деревня в Кочищанском сельсовете Ельского района Гомельской области Белоруссии.

## География

### Расположение
В 16 км на юго-запад от Ельска, за 7 км от железнодорожной станции Багуцічы (на линии Ельск — Овруч), в 197 км от Гомеля.

## Гидрография
На реке Чертень (приток реки Словечна).

## Транспортная сеть
Транспортные связи по местной, потом автомобильной дороге Старое Высокое — Ельск. Планировка состоит из криволинейной улицы с переулком, ориентированной с юго-востока на северо-запад. Застройка двусторонняя, деревянная, усадебного типа.

## История
По письменным источникам известна с XIX века как деревня в Мозырском уезде Минской губернии. Помещица Л. В. Манкевич владела в 1876 году 77 десятинами земли. В 1879 году упоминается как селение Скороднянского церковного прихода. В 1908 году — деревня и фольварк в Скороднянской волости.
В 1924 году открыта школа, для которой выделили национализированное здание. В 1930 году организован колхоз имени А. Г. Червякова, работала кузница. Во время Великой Отечественной войны в июле 1942 года оккупанты сожгли деревню и убили 10 жителей. 35 жителей погибли на фронтах. В 1959 году центр колхоза «Оборона Советов». Размещались начальная школа, клуб, библиотека, фельдшерско-акушерский пункт, ветеринарный участок, отделение связи, швейная мастерская, магазин, гидрологический пост.

## Население

### Численность
- 2004 год — 24 хозяйства, 83 жителя.

### Динамика
- 1834 год — 7 дворов.
- 1897 год — 18 дворов, 134 жителя (согласно переписи).
- 1908 год — 21 двор, 150 жителей.
- 1917 год — 187 жителей.
- 1925 год — 57 дворов.
- 1940 год — 63 двора, 245 жителей.
- 1959 год — 220 жителей (согласно переписи).
- 2004 год — 4 хозяйства,12 жителей.
- 2019год  ---жители переселены.